# Јонкома
Јонкома, или скраћено 4-кома (4コマ), је тип манге/стрипа који се састоји од четири панела, углавном вертикалних. Садржај је најчешће комичног типа и прича сама за себе, али постоје примери озбиљнијих јонкома, као и оних чија је прича подељена у делове. Иако генерално јапанска, јонкома је присутна у другим државама, као што је САД у коме су Чарли Браун стрипови популаризовали формат.
Прву јонкому, под називом „Џиџи манга,” нацртао је 1902. године Јасуџи, односно Ракутен Китазава.

## Структура
Јонкоме углавном прате структуру познату као кишотенкецу, у коме ки (起) представља први панел и поставља сцену, шо (承) представља други панел и развија сцену, тен (転) представља трећи панел и врхунац приче, и кецу (結) представља четврти панел и закључак.